# 四里路 (阿拉斯加州)
四里路（英語：Four Mile Road）是位於美國阿拉斯加州育空-科尤庫克人口普查區的一個人口普查指定地區。根據2010年美國人口普查，該地共人口43人，而該地的面積約為2.40平方千米。

## 地理
四里路的座標為64°35′47″N 149°07′32″W / 64.59639°N 149.12556°W，而該地的平均海拔高度為906米（即2973英尺）。